# Pavel Kotraba
Pavel Kotraba (* 3. November 1970 in Teplice) ist ein früherer slowakischer Biathlet.
Pavel Kotraba ist Trainer und lebt in Plzeň. Seine ersten internationalen Rennen bestritt er noch vor der Auflösung der Tschechoslowakei im Weltcup. Mehrfach erreichte er bis zu seinem Karriereende die Punkteränge. Nach der Auflösung wurde er Teil des neu geschaffenen slowakischen Nationalkader. Erste internationale Meisterschaften wurden die Weltmeisterschaften 1993 in Borowetz. Kotraba wurde 88. des Sprints und mit Pavel Sládek, Lukáš Krejčí und Daniel Krčmář als Schlussläufer Elfter des Staffelrennens. Er gehörte zur ersten Olympiamannschaft der Slowakei und nahm in Lillehammer an den Olympischen Winterspielen 1994 teil, wo er 51. des Sprints und mit Pavel Sládek, Daniel Krčmář und Lukáš Krejčí mit der slowakischen Staffel 18. wurde. Nach der Saison beendete er wie auch die drei anderen wichtigsten Vertreter der ersten Generation slowakischer Biathleten Pavel Sládek, Daniel Krčmář und Lukáš Krejčí seine Karriere und machte Platz für eine neue Generation slowakischer Biathleten.

## Weltcupstatistik
Die Tabelle zeigt alle Platzierungen (je nach Austragungsjahr einschließlich Olympische Spiele und Weltmeisterschaften).
- 1.–3. Platz: Anzahl der Podiumsplatzierungen
- Top 10: Anzahl der Platzierungen unter den ersten zehn (einschließlich Podium)
- Punkteränge: Anzahl der Platzierungen innerhalb der Punkteränge (einschließlich Podium und Top 10)
- Starts: Anzahl gelaufener Rennen in der jeweiligen Disziplin

| Platzierung                               | Einzel | Sprint | Verfolgung | Massenstart | Team | Staffel | Gesamt |
| ----------------------------------------- | ------ | ------ | ---------- | ----------- | ---- | ------- | ------ |
| 1. Platz                                  |        |        |            |             |      |         |        |
| 2. Platz                                  |        |        |            |             |      |         |        |
| 3. Platz                                  |        |        |            |             |      |         |        |
| Top 10                                    |        |        |            |             |      |         |        |
| Punkteränge                               | 1      |        |            |             |      | 2       | 3      |
| Starts                                    | 5      | 8      |            |             |      | 2       | 15     |
| Stand: Karriereende, Daten nicht komplett |        |        |            |             |      |         |        |